# Frans Smits
François Jules Henri Theodoor (Frans) Smits (Den Haag, 22 juni 1915 - 21 februari 2006) was een Nederlandse ontwerper van militaire uniformen en emblemen. Hij stond bekend als militair stylist.

## Biografie

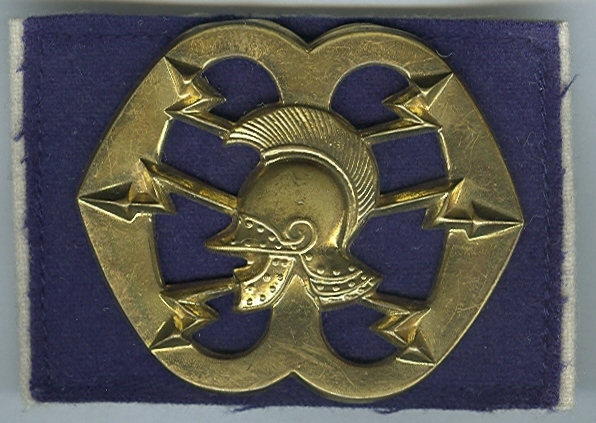
Baretembleem van het Regiment Verbindingstroepen. Ontwerp: Frans Smits

Frans Smits werd geboren als zoon van een ambtenaar van het Ministerie van Oorlog, waardoor hij al vroeg in aanraking komt met militairen. Van jongs af aan had hij daardoor al veel belangstelling voor de uiterlijke verschijningsvorm van de Nederlandse militair. Ook kon hij al jong goed tekenen.
Na de middelbare school ging Smits naar de Koninklijke Academie van Beeldende Kunsten in Den Haag. In 1934 meldde hij zich aan voor de Haagse burgerwacht. Na zijn afstuderen in 1936 gaat hij aan de slag bij het Bedrijfschap voor Groenten en Fruit. Toen het 'Genootschap voor Militaire Traditie en Uniformkunde' in 1937 een prijsvraag uitschreef voor het ontwerp van een nieuw uniform voor de landmacht, deed Smits als outsider mee en wist, samen met twee gardeofficieren, op de eerste plaats te eindigen. Dit leverde hem de naamsbekendheid op in hoge militaire kringen.
Tijdens de mobilisatie van 1939 diende Smits bij het Vrijwillig Landstormkorps Luchtwachtdienst. Na de Nederlandse overgave ging hij bij het verzet als lid van de Ordedienst. In zijn vrije tijd tekende hij uniformen van de Nederlandse strijdkrachten. Na afloop van de Tweede Wereldoorlog stuurde hij een open sollicitatie naar het Ministerie van Oorlog en kwam in contact met de kolonel (later staatssecretaris van Defensie) Calmeyer, die belast was met tradities en uniformen. Smits werd aangenomen en ging aan de slag voor de pas opgerichte 'Uniformcommissie', die de in heroprichting zijnde Koninklijke Landmacht van de nodige aankleding moest gaan voorzien. Dit was het begin van zijn carrière bij Defensie, waarin hij zijn stempel drukte op de uiterlijke verschijning van de Nederlandse militair.

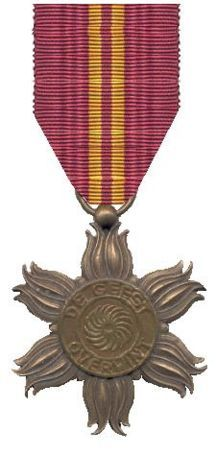
De Verzetsster 1942-1945

Alle baretemblemen die sinds de jaren 1950 bij de Koninklijke Landmacht gedragen worden zijn door hem ontworpen. Tevens ontwierp hij de vele ceremoniële tenuen van het Korps Mariniers en de verschillende onderdelen van de Landmacht. Een groot deel daarvan werd ontworpen ter gelegenheid van de inhuldiging van koningin Juliana in 1948, ze zijn nog steeds in gebruik, bijvoorbeeld op Prinsjesdag. Ook ontwierp hij veel van de naoorlogse militaire onderscheidingen en emblemen, zoals het Ereteken voor Orde en Vrede, het Mobilisatie-Oorlogskruis, de Verzetsster Oost-Azië 1942-1945 en het Kruis voor Recht en Vrijheid. Hoewel Smits officieel in 1980 met pensioen ging, ontwierp hij tot 2006 in opdracht voor de uniformcommissie van de Koninklijke Landmacht nog nieuwe emblemen.
Ook voor andere organisaties ontwierp Smits uniformen, zoals voor de politie. Het oude embleem van de Nederlandse gemeentepolitie, een ster met daarin een zwaard en een wetboek is een ontwerp van zijn hand. Daarnaast kreeg hij de opdracht om ceremoniële uniformen te ontwerpen voor de garde van de Ethiopische keizer Haile Selassie. Ook ontwierp hij de uniformen van een aantal muziekkorpsen, zoals dat van Philips. Bij het 25-jarig bestaan van de NAVO in 1974 ontwierp hij voor de PTT een aantal postzegels. De speelstukken van het bordspel Stratego werden eveneens door hem ontworpen.
Smits trad ook op als adviseur van militaire musea en -muziekfestivals, zo maakte hij jarenlang deel uit van het bestuur van het Legermuseum. Daarnaast was hij illustrator voor veel publicaties, onder andere voor het jaarboek van het Legermuseum Armamentaria, de Legerkoerier, voorlichtings- en personeelsblad van de Koninklijke Landmacht en tekende hij platen van Nederlandse uniformen.
In 1975 werd Smits benoemd tot Ridder in de Orde van Oranje-Nassau. Hij was verder drager van het Oorlogsherinneringskruis en het Verzetsherdenkingskruis.
Frans Smits overleed op negentigjarige leeftijd.
- Gemeinsame Normdatei: 173324622
- International Standard Name Identifier: 0000 0000 2455 1828
- Library of Congress Control Number: n79105126
- Nederlandse Thesaurus van Auteursnamen: 067654827
- RKD-Nederlands Instituut voor Kunstgeschiedenis: 298669
- Virtual International Authority File: 25887315
- WorldCat: E39PBJhhtbrpbTTGrMJr4b4THC